# Marcel Büchel
Marcel Büchel (ur. 18 marca 1991 w Feldkirch) – liechtensteiński piłkarz pochodzenia austriackiego występujący na pozycji pomocnika we włoskim klubie Hellas Verona oraz w reprezentacji Liechtensteinu. Były reprezentant Austrii do lat 19.

## Kariera klubowa
Büchel jako junior trenował w wielu zespołach, m.in. w Bregenz i FC Sankt Gallen. Latem 2009 roku trafił do Sieny, skąd od wypożyczono go na rok do Juventusu. 4 listopada 2010 roku zadebiutował w barwach klubu podczas zremisowanego 0:0 spotkania fazy grupowej Ligi Europy z Red Bull Salzburg, zmieniając w 63. minucie Miloša Krasicia. 1 lipca 2011 roku Büchel ponownie trafił na wypożyczenie, tym razem do drugoligowego wówczas Gubbio. W nowym klubie rozegrał w sumie siedemnaście spotkań i zdobył jedną bramkę, 6 stycznia 2012 roku podczas zremisowanego 2:2 meczu z Bari. Kolejne rozgrywki spędził, także na zasadzie wypożyczenia, w trzecioligowym Cremonese, gdzie rozegrał dwadzieścia cztery mecze ligowe.
31 stycznia 2013 roku oficjalnie ogłoszono, że Büchel został sprzedany na zasadzie współwłasności do Juventusu. Ponadto na tej samej zasadzie do Sieny trafił kapitan drużyny primavera Juventusu, Andrea Schiavone. Latem tego samego roku ówczesny trener klubu Antonio Conte powołał Büchel do 31-osobowej kadry pierwszej drużyny na przedsezonowe zgrupowanie w Valle d’Aosta. Na początku września 2013 roku Austriak został wysłany na roczne wypożyczenie do Virtus Lanciano, zaś rok później na tej samej zasadzie trafił do Bologny. Latem 2015 wypożyczono go po raz kolejny, tym razem do Empoli FC.

## Kariera reprezentacyjna
Büchel ma za sobą występy w reprezentacji Austrii do lat 19. W 2015 roku przyjął obywatelstwo księstwa Liechtenstein i zdecydował się na grę w barwach tamtejszej reprezentacji. Zadebiutował w niej 9 października tego samego roku, wychodząc w podstawowym składzie na przegrany 0:2 mecz eliminacyjny do Mistrzostw Europy 2016 ze Szwecją.